# Чемпіонат Туру WTA 1994
Virginia Slims Championships 1994 - жіночий тенісний турнір, що проходив на закритих кортах з килимовим покриттям Медісон-сквер-гарден у Нью-Йорку, США. Тривав з 14 до 20 листопада. Для Мартіни Навратілової це був останній турнір в одиночному розряді перед її поверненням 2002 року. Змагання в одиночному розряді виграла несіяна Габріела Сабатіні й отримала 250 тис. доларів США.

## Фінальна частина

### Одиночний розряд
Габріела Сабатіні —  Ліндсі Девенпорт, 6–3, 6–2, 6–4.
 Джиджі Фернандес /  Наташа Звєрєва —  Яна Новотна /  Аранча Санчес Вікаріо, 6–3, 6–7(4–7), 6–3.